# Cratere Tarakan
Tarakan  è un cratere sulla superficie di Marte.